# Escuts i banderes de l'Horta Sud
Els escuts i banderes de l'Horta Sud són el conjunt de símbols que representen els municipis d'aquesta comarca.
En aquest article s'hi inclouen els escuts i les banderes oficialitzats per la Generalitat Valenciana i els que se van aprovar per l'administració de l'Estat abans de les transferències a la Generalitat Valenciana, així com altres que no han estat oficialitzats.

## Escuts oficials

Escut d'Alaquàs Aprovat el 10 de maig de 1973.
Escut d'Albal Aprovat el 2 de juny de 1977.[2] Modificat el 10 de juny de 2004.
Escut d'Alcàsser Aprovat el 16 de novembre de 1972.
Escut d'Aldaia[a] Aprovat el 10 de juny de 1977.
Escut de Beniparrell(oficial)[b] Aprovat el 26 de desembre de 1963.
Escut de Catarroja Aprovat el 8 d'octubre de 1959.[7] Modificat el 16 de gener de 2004.
Escut de Mislata Aprovat el 4 de desembre de 2001.
Escut de Picassent Aprovat el 14 de juny de 1957.
Escut de Quart de Poblet Aprovat el 20 de maig de 1965.
Escut de Sedaví Aprovat el 30 de març de 1978.
Escut de Silla Aprovat el 6 de desembre de 1957.
Escut de Torrent Rehabilitat el 8 de novembre de 2002.

Nota
1. ↑  L'Ajuntament d'Aldaia el fa servir amb la corona reial oberta.
2. ↑  L'Ajuntament de Beniparrell en fa servir una altra versió, amb una rodeta d'esperó amb les puntes corbades en comptes del sol i amb diferències en els ornaments exteriors, inclòs el timbre. Vegeu Escut de Beniparrell.

## Escuts sense oficialitzar

Escut d'Alfafar
Escut de Benetússer
Escut de Llocnou de la Corona
Escut de Manises
Escut de Massanassa
Escut de Paiporta
Escut de Picanya
Escut de Xirivella

## Banderes oficials

Bandera de Silla Aprovada el 22 de gener de 1987.
Bandera de Paterna Aprovada el 28 de febrer de 2003.

## Banderes sense oficialitzar

Bandera de Benetússer